# زين الدين بن العجمي
زين الدين بن العجمي المعروف أيضًا بعبد الملك بن شرف الدين عبد الله بن عبد الرحمن بن الكرابيسي (ذو القعدة 591 - 25 ذو القعدة 674 هـ/ تشرين الأول 1195 - 11 أيار 1276 م)، عالم أدبي وديني حلبي، ارتبط ببلاط السلطان الأيوبي الناصر يوسف (ص 634-658/1236-1260). اشتهر بتأليف أول مجموعة ألغاز عربية باقية لمؤلف واحد، وهي أيضًا ثاني أقدم عمل عربي باقي مخصص للألغاز فقط. :80

## حياته
وُلِد ابن العجمي في بني العجمي، أبرز رواد المذهب الشافعي في حلب في القرن الحادي عشر والثاني عشر الميلاديين. :68كان لقبهم "العجمي " (الفارسي) يعكس جذور العائلة في نيسابور، وقد تعزز موقفهم السياسي من خلال التزام الأسرة الأيوبية بالفكر الشافعي. :68تتلمذ ابن العجمي على يد بهاء الدين بن شداد (539-632/1145-1235)، وافتخار الدين الهاشمي (539-616/1144-1219)، وعبد الرحمن بن الأستاذ (الملقب بابن علوان، ت. 623/ 1226)، وموفق الدين بن يعيش (553-643/1158-1245). :68-69في عام 616/1219-1220 عُيِّن ابن العجمي قاضيًا؛ وأصبح مؤيّدًا في المدرسة السيفية في عام 617/1220، وكان يشارك في حياة البلاط الحلبي بحلول ثلاثينيات القرن الثالث عشر. حصل على وظيفة التدريس في المدرسة النورية في عام 656/1258-1259، وأصبح أيضًا رئيسًا للطرق الصوفية. وفي الأشهر محرم-جمادى الأولى 1659/كانون الثاني-أيار 1261 تولى منصب القاضي، إلا أن الغزوات المغولية دفعته إلى الفرار إلى دمشق، حيث أصبح نائبًا للقاضي ابن خلكان (608-681/1211-1282). أدى ضغط الغزوات المغولية إلى تراجعه أكثر في عام 661/1262-1263، إلى القاهرة، حيث حصل على منصب في جامع ابن رزيق من خلال مكاتب القاضي تاج الدين عبد الوهاب بن خلف (ت 665/1266-1267). واستمر في العمل القانوني في عهد تقي الدين بن رزين، خلف تاج الدين حتى وفاته. دُفن في مقبرة المقطم، بالقرب من قبر الشافعي نفسه. :69

## أعماله
يُقال إن ابن العجمي ألف ديوانًا من قصائد الحب، وديواناً آخر من قصائد المديح الدنيوية، وديوانًا ثالثًا من قصائد مدح النبي، وخطبًا، وكتابًا عن التصوف، ومقامات. ومن بين هذه الأعمال، كل ما تبقى هو حوالي عشرين مقطعًا قصيرًا مقتبسًا من كتاب "قلائد الجمان" لابن الشعر، وكتاب "إعلام النبلاء بتاريخ حلب الشهباء" لمحمد راغب الطباخ. :69
ومع ذلك، في عام 2020، أبلغت نيفيلي بابوتساكيس عن اكتشافها لمخطوطة فريدة من نوعها، ربما بخط يده، ومُفهرسة بشكل غير صحيح سابقًا، تضم ما يقرب من مائتي لغز لابن العجمي (إلى جانب تعليق ابن العجمي على معاني ألغازه الخاصة): منتصف القرن الثالث عشر، كتاب إعجاز المناجي في الألغاز والأحاجي (ترجمته نيفيلي بابوتساكيس باسم "حيرة الموثوق: في الألغاز والمسرحيات الصامتة"). نجت 203 صفحات، مع فقدان صفحة أو اثنتين بعد الصفحة 180. هذا العمل مُهدى إلى الملك الناصر يوسف، ومن المحتمل أن المخطوطة نفسها قد قُدِّمت إليه. :70يبدأ العمل باعتذار عن اللغز استنادًا إلى كتاب الإعجاز في الأحاجي والألغاز لأبي المعالي الحزيري [الإنجليزية] (ت 568/1172). :71ثم يقدم 192 لغزًا شعريًا، تتألف من 991 سطرًا في المخطوطة كما هي، مرتبة أبجديًا وفقًا لصوت القافية. يُعنون كل لغز بحل له، ويتبعه تعليق لغوي. :71-72معظم الألغاز هي ألغاز حقيقية، على الرغم من وجود حوالي عشرين لغز معمية أيضًا. :72ثم يأتي عشرون لغزًا وأحجية مماثلة في النثر المقفى. وتختتم المجموعة بعشرين تمثيلية تحزيرية ( أحاجي). :72 قيَّم بابوتساكيس زين الدين: «يشهد عمل زين الدين على ازدهار اللغز الأدبي في بلاد الشام الأيوبية والشعبية التي تمتع بها في المحاكم الأيوبية وفي الدوائر النخبوية بشكل عام». :79